# Andy Dick
Andrew Roane "Andy" Dick (21 de diciembre de 1965) es un actor de teatro, cine y televisión estadounidense.

## Filmografía
- 1994: Money Bites
- 1996: The Cable Guy
- 1998: The Lion King II: Simba's Pride
- 1999: Inspector Gadget
- 2000: Loser
- 2000: Road Trip
- 2000: Picking Up the Pieces
- 2000: Dude, Where's My Car?
- 2001 zoolander
- 2005: Hoodwinked!
- 2006: Employee of the month
- 2007: Blonde Ambition
- 2007: Happily N'Ever After
- 2011: Hoodwinked Too! Hood vs. Evil
- 2014: Sharknado 2: The Second One, como oficial Doyle
- 2016: Escuadrón suicida
- 2017: Sense8
- 2018: “Love” on Netflix